# Alí Rodríguez Araque
Alí Rodríguez Araque (Ejido, 9 de setembro de 1937 - Havana, 19 de novembro de 2018) foi um diplomata venezuelano, foi Secretário-geral da Unasul. Ao longo de sua trajetória política, ocupou o Ministério das Relações Exteriores, o Ministério de Energia e Minas e a presidência da PDVSA, a companhia petrolífera estatal da Venezuela.

## Biografia
Alí Rodríguez nasceu em Ejido, estado de Mérida, em 9 de setembro de 1937. Graduou-se advogado pela Universidade Central da Venezuela e desde então especializou-se nos estudos da indústria petrolífera, tendo publicado inúmeras obras sobre o tema.
Durante as décadas de 1960 e 1970, Rodríguez tornou-se guerrilheiro ao lado dos grupos de esquerda e contra o bipartidarismo que havia se instalado no país. Rodríguez assumiu o pseudônimo de Comandante Fausto e liderou frentes de protestos contra os partidos Copei e URD, de direita. Em 1966, filiou-se ao Partido da Revolução Venezuelana, de orientação marxista. Em 1979, porém, após uma crise interna, desligou-se do PRV e fundou um grupo de guerrilha independente; mesmo após a anistia concedida pelo presidente Rafael Caldera.[carece de fontes?]
Em 1983, Rodríguez seguiu carreira parlamentar, representando o estado de Miranda no Congresso da República. Migrou do partido Causa Radical e aliou-se à coligação que anos depois deu origem ao Pátria para Todos, herdeiro da ideologia social-democrata. Apoiou o Golpe de Estado de 1992 e a eleição de Hugo Chávez para presidente.